# Michelle Bartsch-Hackley
Pour les articles homonymes, voir Bartsch.
Michelle Bartsch-Hackley est une joueuse de volley-ball américaine née le 12 février 1990 à Maryville (Illinois). Elle mesure 1,93 m et joue au poste de réceptionneuse-attaquante. Elle totalise 13 sélections en équipe des États-Unis.

## Clubs
| Club                   | De        | À         |
| ---------------------- | --------- | --------- |
| University of Illinois | 2008-2009 | 2010-2011 |
| Llaneras de Toa Baja   | 2012-2012 | 2012-2012 |
| Rote Raben Vilsbiburg  | 2013-2014 | 2013-2014 |
| Dresdner SC            | 2014-2015 | 2015-2016 |
| Neruda Volley          | 2016-2017 | …         |

## Palmarès

### Équipe nationale
- Ligue des nations
  - Vainqueur : 2018, 2019 et 2021
- Grand Prix mondial
  - Finaliste : 2016.
- Coupe panaméricaine
  - Vainqueur : 2015[3]
- Jeux Panaméricains
  - Vainqueur : 2015.
- Championnat d'Amérique du Nord des moins de 18 ans
  - Vainqueur : 2006.
- Championnat d'Amérique du Nord des moins de 20 ans
  - Vainqueur : 2008.

### Clubs
- Championnat d'Allemagne
  - Vainqueur : 2015, 2016.
  - Finaliste : 2014.
- Coupe d'Allemagne
  - Vainqueur : 2014, 2016.

### Distinctions individuelles
- Championnat d'Amérique du Nord de volley-ball féminin des moins de 20 ans 2008 : meilleure serveuse.
- Ligue des nations féminine de volley-ball 2018 : meilleure joueuse.
- Ligue des nations féminine de volley-ball 2021 : meilleure joueuse.